# Takeši Aoki
Takeši Aoki (* 28. září 1982) je japonský fotbalista a bývalý reprezentant.

## Klubová kariéra
Do roku 2016 hrával za japonský klub Kashima Antlers.

## Reprezentační kariéra
Takeši Aoki odehrál za japonský národní tým v letech 2008–2009 celkem 2 reprezentační utkání.

## Statistiky
| Japonsko | Japonsko | Japonsko |
| Roky     | Záp.     | Góly     |
| -------- | -------- | -------- |
| 2008     | 1        | 0        |
| 2009     | 1        | 0        |
| Celkem   | 2        | 0        |